# J-klasse (zeilen)

Romp en zeilplan van een J-klasse-zeilschip

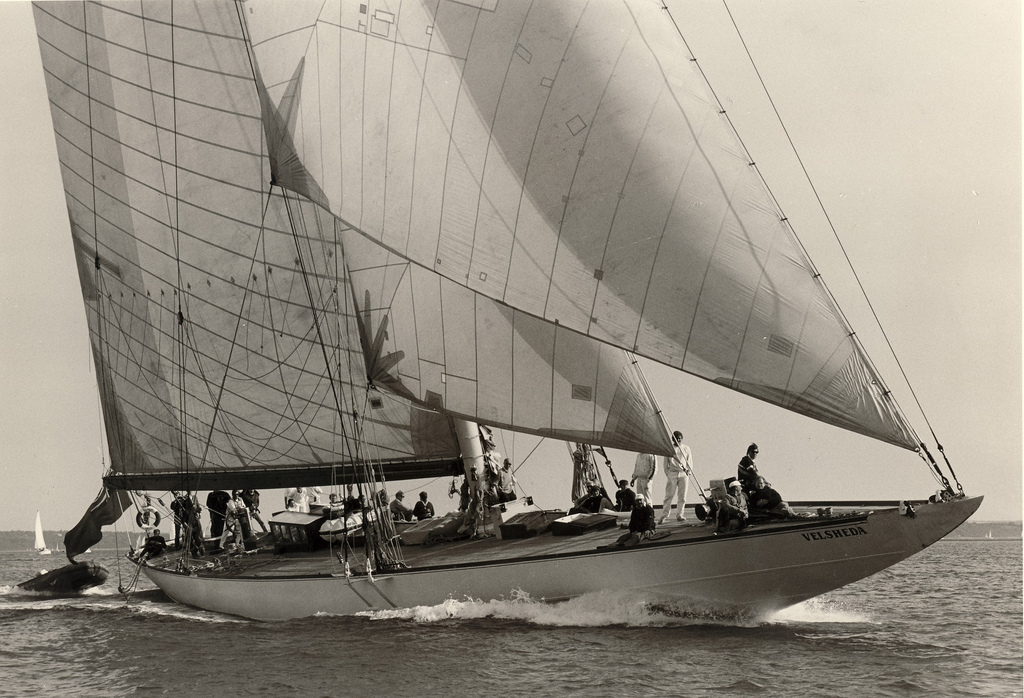
De Velsheda op de Solent

De J-klasse is een aanduiding voor een groot zeiljacht die voldoet aan bepaalde internationale regels. De letter "J" staat voor een lengte van 75-87 feet (23-26,5 meter). In Nederland wordt het ook weleens de “25-meterklasse” genoemd. Met dit type jacht werd in de jaren dertig de eerste regatta's van de America's Cup gevaren.

## Geschiedenis
Het ontwerp van deze klassieke jachten stamt uit de periode 1930-1937. De Britten zeilden naar internationale regels. Wanneer de bootlengte meer dan 48 feet (14,5 meter) bedroeg, werd er een zogenaamde Bermudazeilplan voorgeschreven.
De Amerikanen wilden echter deelnemen met grotere jachten en zelf hun tuigage bepalen. Door de internationale regels was de formule – vanwege het karakter van de klasse – voor grotere jachten anders. De lengte van de waterlijn is hierbij de basis, afgekort met de letters LWL.
Deze regels – de “Universal Rule” – werd vastgelegd in 1903 door Nathanael Herreshoff uit de VS en de NYYC (New York Yacht Club) ten behoeve van het normaliseren van de zeilsport betrekking hebbende op de grootte van een boot. Die voor de J-klasse werd ontwikkeld in 1929.
Daarom zal de LWL voor grote jachten moeten worden beperkt om het zeiloppervlak nog vrij te kunnen kiezen, hetgeen de scherpe rompvorm oplevert.

## Formule
De maten waaraan het J-klasse-zeilschip moet voldoen worden bepaald aan de hand van een formule die de "rating" bepaalt. Enkele maximale maten zijn:
- Lengte waterlijn (LWL): 26,51 m
- Lengte over alles (LOA): 41,54 m
- Totale breedte: 6,36 m
- Diepgang: 4,57 m
- Zeiloppervlak: 701 m²
- Waterverplaatsing: tot 160 ton

Het minimale gewicht van de mast was in 1930 nog vrij te bepalen. In 1934 was dat 2500 kg en in 1937 gold een totaal minimum gewicht voor het hele tuigage 2900 kg. Het gebruik van aluminium was in de jaren dertig niet toegestaan. Tegenwoordig mag dit materiaal wel gebruikt worden, en het wordt dan ook zeer vaak toegepast in zowel de tuigage als de romp.

## Exemplaren

### Ombouw
Een vijftal reeds bestaande Britse jachten werd destijds omgebouwd om binnen de nieuwe formulewedstrijden te mogen zeilen. Een bekend voorbeeld daarvan is het jacht Britannia van koning George V, dat eerder een kottertuig had. Deze werd in 1931 omgebouwd en had het zeilnummer K1.
De vier andere waren:
- 1928 Astra, K2, eigenaar Sir Mortimer Singer, GB
- 1928 Cambria, K4, eigenaar Sir William Berry, GB
- 1929 Candida, K8, eigenaar Herman Andrae, GB
- 1930 White Heather II, K7, eigenaar: Lord Waring, GB

### Jaren dertig
In de jaren dertig werden speciaal voor deze regatta’s 10 nieuwe J-klasse-jachten gebouwd, vier in Groot-Brittannië en zes in de Verenigde Staten.
Veel van deze jachten zijn in die tijd gefotografeerd door onder meer Beken of Cowes.
| Naam         | Zeilnummer      | Bouwjaar | Eigenaar Jachtclub                                 | Constructeur                      | Werf Land              |
| ------------ | --------------- | -------- | -------------------------------------------------- | --------------------------------- | ---------------------- |
| Shamrock V   | J-K3            | 1930     | Sir Thomas Lipton Royal Ulster Yacht Club Ierland  | Charles Nicholson                 | Camper & Nicholsons GB |
| Weetamoe     | J 1             | 1930     | Morgan Syndicate                                   | Clinton Crane                     | Herreshoff USA         |
| Yankee       | J 2 later J-US2 | 1930     | John Lawrence                                      | Frank Paine                       | Lawley & Son's USA     |
| Whirlwind    | J 3             | 1930     | Landon K. Thorne                                   | L. Francis Herreshoff             | Lawley & Son's USA     |
| Enterprise   | J-US            | 1930     | Harold Stirling Vanderbilt New York Yacht Club USA | Starling Burgess                  | Herreshoff USA         |
| Velsheda     | J-K7            | 1933     | W.L. Stephenson                                    | Charles Nicholson                 | Camper & Nicholsons GB |
| Endeavour    | J-K4            | 1934     | Sir Thomas Sopwith Royal Yacht Squadron Engeland   | Charles Nicholson                 | Camper & Nicholsons GB |
| Rainbow      | J 4 ook J-US4   | 1934     | Harold S. Vanderbilt New York Yacht Club USA       | Starling Burgess                  | Herreshoff USA         |
| Endeavour II | J-K6            | 1937     | Sir Thomas Sopwith Royal Yacht Squadron England    | Charles Nicholson                 | Camper & Nicholsons GB |
| Ranger       | J 5 ook J-US5   | 1937     | Harold Stirling Vanderbilt New York Yacht Club USA | Starling Burgess en Olin Stephens | Bath Iron Works USA    |

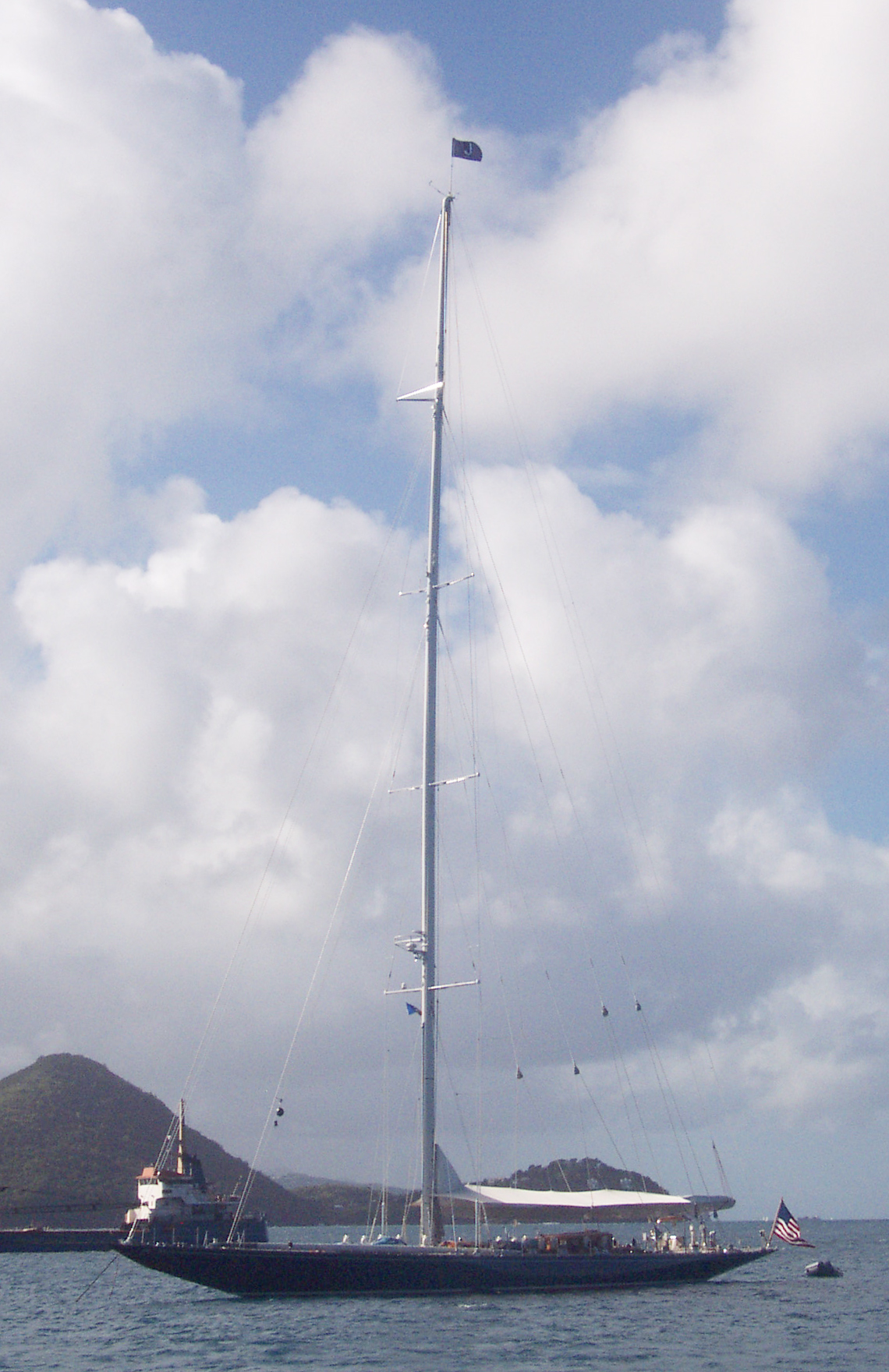
De Endeavour in 2003 voor anker bij de Grenadines

In Zweden begon men in 1937 met de bouw van de J-S1 “Svea”, ontworpen door Tore Holm. Vanwege de Tweede Wereldoorlog is de bouw niet voltooid.
Er zijn nog slechts drie originele J-klasse-jachten bewaard gebleven:
- Shamrock V, gerestaureerd in 2000-2001
- Endeavour, gerestaureerd in 1988, 2001 en 2010-2011
- Velsheda, gerestaureerd in 1997 en 2001

### Recent
De "J-Class Association" heeft zich ten doel gesteld het behoud van de klasse voor zowel historische race- als nieuw gebouwde jachten. Uitsluitend mochten er jachten deelnemen die oorspronkelijk ontworpen en/of gebouwd waren in de jaren dertig. Daarom is er nu een handicapsysteem dat de tijd corrigeert tussen de verschillende boten.
Tot nu toe zijn er vijf oude J-klasse-jachten nagebouwd:
- De eerste werd naar de originele Ranger gemodelleerd en gedoopt en kwam in 2004 weer in de vaart.
- De Endeavour II werd door Royal Huisman onder de naam Hanuman nagebouwd en was in 2009 gereed.
- De Lionheart, na een oorspronkelijk afgedankt plan van de Ranger onder de naam 77F. Het schip is door Claasen Jachtbouw gebouwd. Na voltooiing in juni 2010 kreeg het zeilnummer J-H1.
- De Rainbow werd door Holland Jachtbouw in 2012 af gebouwd, volgens het plan van de originele Rainbow uit 1934.
- De meest recente J die gebouwd is komt eveneens bij Holland Jachtbouw vandaan. Dit is de J 8, Topaz uit 2015 na een origineel ontwerp uit 1935.

Naar een ander historisch ontwerp, dat van Frank C. Paine, is de Atlantis gebouwd. Deze kreeg het zeilnummer J 7.
De bouw van een nieuwe Svea was gepland vanaf 2010. Ook was de bouw van een replica van de Enterprise gepland, die in 2011 van stapel zou moeten lopen. De Yankee met het zeilnummer J H3 zou ook in Nederland gerepliceerd worden.
Ook eind 20e eeuw en begin 21e eeuw werden nieuwe J-klasse-zeiljachten gebouwd of gerepliceerd, of staan er enkele hiervoor gepland.
| Naam       | Zeilnummer | Bouwjaar        | Origineel bouwplan              | Constructeur               | Werf Land                                                       |
| ---------- | ---------- | --------------- | ------------------------------- | -------------------------- | --------------------------------------------------------------- |
| Ranger     | J 5        | 2004            | Ranger                          | Fred Elliot                | Danish Yachts DK                                                |
| Hanuman    | J K6       | 2009            | Endeavour II                    | Gerard Dijkstra & Partners | Royal Huisman NL                                                |
| Lionheart  | J H1       | 2010            | Ranger – 77F                    | Hoek Design                | Bloemsma Aluminiumbouw, Claasen Jachtbouw NL                    |
| Rainbow    | J H2       | 2012            | Rainbow                         | Gerard Dijkstra & Partners | Bloemsma Aluminiumbouw, Holland Jachtbouw NL                    |
| Yankee     | J H3       | Gepland in 2012 | Yankee                          | Gerard Dijkstra & Partners | Bloemsma Aluminiumbouw, Holland Jachtbouw NL                    |
| Atlantis   | J 7        | Gepland in 2012 | Frank C. Paine „Design 1934"    | Hoek Design                | Bloemsma Aluminiumbouw, Claasen Jachtbouw NL                    |
| Topaz      | J 8        | 2015            | Frank C. Paine „Design A, 1935" | Hoek Design                | Bloemsma Aluminiumbouw, Holland Jachtbouw NL                    |
| Svea       | J S1       | Gepland in 2016 | Svea                            | Hoek Design                | Bloemsma Aluminiumbouw, Claasen Jachtbouw, Vitters Jachtbouw NL |
| Enterprise | J 1        | –               | Enterprise                      | Hoek Design                | Holland Jachtbouw NL                                            |